# Населення Бельгії
Населення Бельгії. Чисельність населення країни 2015 року становила 11,323 млн осіб (78-ме місце у світі). Чисельність бельгійців потроху збільшується, народжуваність 2015 року становила 11,41 ‰ (171-ше місце у світі), смертність — 9,63 ‰ (52-ге місце у світі), природний приріст — 0,76 % (143-тє місце у світі) . 

## Природний рух
Станом на 1 січня 2010 року, населення Бельгії становило 10,8 млн осіб, це на 601 тис. осіб більше у порівнянні з 2000 роком (10,2 млн осіб). Між 1990 (9,9 млн осіб) і 2000 роками приріст склав лише 291 тис. осіб.

### Відтворення
Народжуваність у Бельгії, станом на 2015 рік, дорівнює 11,41 ‰ (171-ше місце у світі). Коефіцієнт потенційної народжуваності 2015 року становив 1,78 дитини на одну жінку (157-ме місце у світі). Рівень застосування контрацепції 70,4 % (станом на 2010 рік). Середній вік матері при народженні першої дитини становив 28,2 року (оцінка на 2010 рік).
Смертність у Бельгії 2015 року становила 9,63 ‰ (52-ге місце у світі).
Природний приріст населення в країні 2015 року становив 0,76 % (143-тє місце у світі).

### Вікова структура

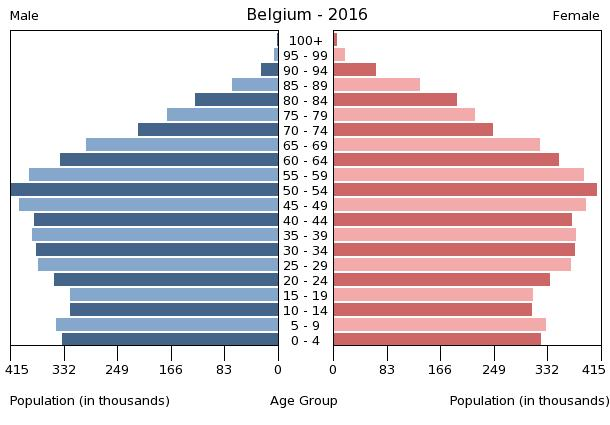
Віково-статева піраміда населення Бельгії, 2016 рік

Середній вік населення Бельгії становить 41,4 року (32-ге місце у світі): для чоловіків — 40,2, для жінок — 42,7 року. Очікувана середня тривалість життя 2015 року становила 80,88 року (29-те місце у світі), для чоловіків — 78,3 року, для жінок — 83,58 року.
Вікова структура населення Бельгії, станом на 2015 рік, виглядає таким чином:
- діти віком до 14 років — 17,08 % (990 272 чоловіка, 943 363 жінки);
- молодь віком 15-24 роки — 11,59 % (669 540 чоловіків, 642 486 жінок);
- дорослі віком 25-54 роки — 40,45 % (2 308 285 чоловіків, 2 272 085 жінок);
- особи передпохилого віку (55-64 роки) — 12,65 % (709 347 чоловіків, 723 696 жінок);
- особи похилого віку (65 років і старіші) — 18,23 % (893 096 чоловіків, 1 171 803 жінки)[1].

### Шлюбність— розлучуваність
Коефіцієнт шлюбності, тобто кількість шлюбів на 1 тис. осіб за календарний рік, дорівнює 4,2; коефіцієнт розлучуваності — 3,0; індекс розлучуваності, тобто відношення шлюбів до розлучень за календарний рік — 71 (дані за 2010 рік). Середній вік, коли чоловіки беруть перший шлюб дорівнює 32 роки, жінки — 29,6 року, загалом — 30,8 року (дані за 2012 рік).

## Розселення
Густота населення країни 2015 року становила 373,2 особи/км² (36-те місце у світі). Більшість населення концентрується в північній половині (Фландрії). Населення суб'єктів федерації, станом на 1 січня 2010 року: Фландрія — 6,251 млн осіб (57,7 %), Валлонія — 3,498 млн осіб (32,3 %), Брюссель — 1,089 млн осіб (10,1 %).

### Урбанізація
Бельгія надзвичайно урбанізована країна, для країни характерний один з найвищих рівнів урбанізованості на планеті, він становить 97,9 % населення країни (станом на 2015 рік); темпи зростання частки міського населення — 0,48 % (оцінка тренду за 2010—2015 роки).
Головні міста держави: Брюссель (столиця) — 2,045 млн осіб, Антверпен — 994,0 тис. осіб (дані за 2015 рік).

### Міграції
Річний рівень імміграції 2015 року становив 5,87 ‰ (21-ше місце у світі). Цей показник не враховує різниці між законними і незаконними мігрантами, між біженцями, трудовими мігрантами та іншими. Найбільша група іммігрантів і їх нащадків в Бельгії — марокканці, загальна їх кількість становить більш ніж 450 тис. осіб Турки є третьою за величиною групою, та другою найбільшою мусульманською етнічною групою, з загальною кількістю у 220 тис. осіб.. На початку 2012 року, особи іноземного походження та їхні нащадки, за оцінками, становлять 25 % загальної чисельності населення. З цих «нових бельгійців», 1 200 000 (49 %) мають європейське походження та 1 350 000 (51 %) є з країн не західної цивілізації. Через послаблення бельгійського закону про громадянство, понад 1,3 млн мігрантів отримали бельгійське громадянство і останнім часом вважаються новими бельгійцями. 89,2 % жителів турецького походження були натуралізовані, як і 88,4 % осіб марокканського походження, 75,4 % італійців, 56,2 % французів і 47,8 % нідерландців.
2007 року налічувалося 1,38 млн осіб іноземного походження в Бельгії, 12,9 % загальної чисельності населення. З них, 685 тис. (6,4 %) народилися за межами ЄС і 695 тис. (6,5 %) народилися в іншій країні ЄС.

#### Біженці й вимушені переселенці
У країні перебуває 5,77 тис. осіб без громадянства.
Бельгія є членом Міжнародної організації з міграції (IOM).

## Расово-етнічний склад
| Етнічний склад (2015 рік) | Етнічний склад (2015 рік) | Етнічний склад (2015 рік) | Етнічний склад (2015 рік) | Етнічний склад (2015 рік) |
| ------------------------- | ------------------------- | ------------------------- | ------------------------- | ------------------------- |
| Етнос:                    |                           |                           | Відсоток:                 |                           |
| фламандці                 | фламандці                 |                           | 58%                       | 58%                       |
| валлонці                  | валлонці                  |                           | 31%                       | 31%                       |
| інші                      | інші                      |                           | 11%                       | 11%                       |

Головні етноси країни: фламандці — 58 %, валлонці — 31 %, мішаного походження або інші — 11 % населення.

Етнічну більшість складають фламандці — 6 млн осіб, що говорять нідерландською. Другою за величиною етнічною групою є валлони — 3,4 млн осіб, що говорять французькою мовою, і близько 73 тис. німецькомовних осіб, що живуть у Валлонії, недалеко від німецького кордону. Проте, Девід Левінсон говорить, що «фламандці та валлони описуються експертами як громади, а не як етнічні групи, і окремі особи можуть легко переміщатися з однієї громади до іншої, навчившись говорити іншою мовою». Починаючи з 1964 постійно зростає марокканська діаспора в Бельгії, в тому числі берберомовна, загальна кількість вихідців з Марокко у Бельгії становила близько 429 тис.осіб згідно перепису 2012 року. На 1 січня 2020 року налічувалося близько 556 365 осіб марокканського походження, враховуючи національність одного з батьків (4,8% населення Бельгії).

## Мови
| Мови Бельгії (2015 рік) | Мови Бельгії (2015 рік) | Мови Бельгії (2015 рік) | Мови Бельгії (2015 рік) | Мови Бельгії (2015 рік) |
| ----------------------- | ----------------------- | ----------------------- | ----------------------- | ----------------------- |
| Мова:                   |                         |                         | Відсоток:               |                         |
| нідерландська           | нідерландська           |                         | 60%                     | 60%                     |
| французька              | французька              |                         | 40%                     | 40%                     |
| німецька                | німецька                |                         | 1%                      | 1%                      |

Офіційні мови: нідерландська — розмовляє 60 % населення країни, французька — 40 %, німецька — менше 1 %. Точне число франкофонів у Брюсселі важко визначити, але, за оцінками 77 % людей, що живуть в Брюсселі послуговуються французькою та 16 % нідерландською мовами вдома, як єдиною мовою або другою мовою. Бельгія, як член Ради Європи, не підписала Європейську хартію регіональних мов.

## Релігії
| Релігії в Бельгії (2015 рік) | Релігії в Бельгії (2015 рік) | Релігії в Бельгії (2015 рік) | Релігії в Бельгії (2015 рік) | Релігії в Бельгії (2015 рік) |
| ---------------------------- | ---------------------------- | ---------------------------- | ---------------------------- | ---------------------------- |
| Віросповідання:              |                              |                              | Відсоток:                    |                              |
| католики                     | католики                     |                              | 75%                          | 75%                          |
| протестанти                  | протестанти                  |                              | 25%                          | 25%                          |

Головні релігії й вірування, які сповідує, і конфесії та церковні організації, до яких відносить себе населення країни: римо-католицтво — 75 %, протестантизм — 25 % (станом на 2015 рік).

## Освіта
Рівень письменності 2015 року становив 99 % дорослого населення (віком від 15 років): 99 % — серед чоловіків, 99 % — серед жінок.
Державні витрати на освіту становлять 6,4 % ВВП країни, станом на 2011 рік (30-те місце у світі). Середня тривалість освіти становить 20 років, для хлопців — до 19 років, для дівчат — до 21 років (станом на 2014 рік).

## Охорона здоров'я
Забезпеченість лікарями в країні на рівні 3,78 лікаря на 1000 мешканців (станом на 2010 рік). Забезпеченість лікарняними ліжками в стаціонарах — 6,5 ліжка на 1000 мешканців (станом на 2012 рік). Загальні витрати на охорону здоров'я 2014 року становили 10,6 % ВВП країни (16-те місце у світі).
Смертність немовлят до 1 року, станом на 2015 рік, становила 3,41 ‰ (209-те місце у світі); хлопчиків — 3,81 ‰, дівчаток — 3 ‰. Рівень материнської смертності 2015 року становив 7 випадків на 100 тис. народжень (156-те місце у світі).
Бельгія входить до складу ряду міжнародних організацій: Міжнародного руху (ICRM) і Міжнародної федерації товариств Червоного Хреста і Червоного Півмісяця (IFRCS), Дитячого фонду ООН (UNISEF), Всесвітньої організації охорони здоров'я (WHO).

### Захворювання
Кількість хворих на СНІД невідома, дані про відсоток інфікованого населення в репродуктивному віці 15-49 років відсутні. Дані про кількість смертей від цієї хвороби за 2014 рік відсутні.
Частка дорослого населення з високим індексом маси тіла 2014 року становила 22,1 % (83-тє місце у світі).

### Санітарія
Доступ до облаштованих джерел питної води 2015 року мало 100 % населення в містах і 100 % в сільській місцевості; загалом 100 % населення країни. Відсоток забезпеченості населення доступом до облаштованого водовідведення (каналізація, септик): в містах — 99,5 %, в сільській місцевості — 99,4 %, загалом по країні — 99,5 % (станом на 2015 рік). Споживання прісної води, станом на 2007 рік, дорівнює 6,22 км³ на рік, або 589,8 тонни на одного мешканця на рік: з яких 12 % припадає на побутові, 88 % — на промислові, 1 % — на сільськогосподарські потреби.

## Соціально-економічне становище
Співвідношення осіб, що в економічному плані залежать від інших, до осіб працездатного віку (15-64 роки) загалом становить 54,2 % (станом на 2015 рік): частка дітей — 26,1 %; частка осіб похилого віку — 28,1 %, або 3,6 потенційно працездатного на 1 пенсіонера. Загалом дані показники характеризують рівень затребуваності державної допомоги в секторах освіти, охорони здоров'я і пенсійного забезпечення, відповідно. За межею бідності 2013 року перебувало 15,1 % населення країни. Розподіл доходів домогосподарств у країні виглядає таким чином: нижній дециль — 3,4 %, верхній дециль — 28,4 % (станом на 2006 рік).
Станом на 2016 рік, уся країна була електрифікована, усе населення країни мало доступ до електромереж. Рівень проникнення інтернет-технологій надзвичайно високий. Станом на липень 2015 року в країні налічувалось 9,631 млн унікальних інтернет-користувачів (46-те місце у світі), що становило 85 % загальної кількості населення країни.

### Трудові ресурси
Загальні трудові ресурси 2015 року становили 5,279 млн осіб (75-те місце у світі). Зайнятість економічно активного населення у господарстві країни розподіляється таким чином: аграрне, лісове і рибне господарства — 1,3 %; промисловість і будівництво — 18,6 %; сфера послуг — 80,1 % (станом на 2013 рік). Безробіття 2015 року дорівнювало 8,6 % працездатного населення, 2014 року — 8,5 % (99-те місце у світі); серед молоді у віці 15-24 років ця частка становила 23,2 %, серед юнаків — 24 %, серед дівчат — 22,3 % (55-те місце у світі).

## Кримінал

### Наркотики

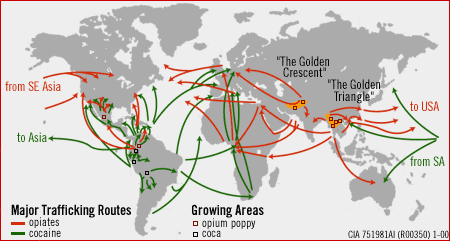
Світові маршрути наркотрафіку

Спостерігається зростання виробництва синтетичних наркотичних засобів; транзитна країна для наркотрафіку екстазі до США; виробництво перкурсорів для південноамериканського кокаїну; перевалочний пункт для кокаїну, героїну, гашишу, марихуани на шляху до Західної Європи; внутрішнє споживання екстазі. Не зважаючи на посилення законодавства, країна уразлива до відмивання грошей.

### Торгівля людьми
Згідно зі щорічною доповіддю про торгівлю людьми (англ. Trafficking in Persons Report) Управління з моніторингу та боротьби з торгівлею людьми Державного департаменту США, уряд Бельгії докладає усіх можливих зусиль в боротьбі з явищем примусової праці, сексуальної експлуатації, незаконною торгівлею внутрішніми органами, законодавство відповідає усім вимогам американського закону 2000 року щодо захисту жертв (англ. Trafficking Victims Protection Act’s), держава знаходиться у списку першого рівня.

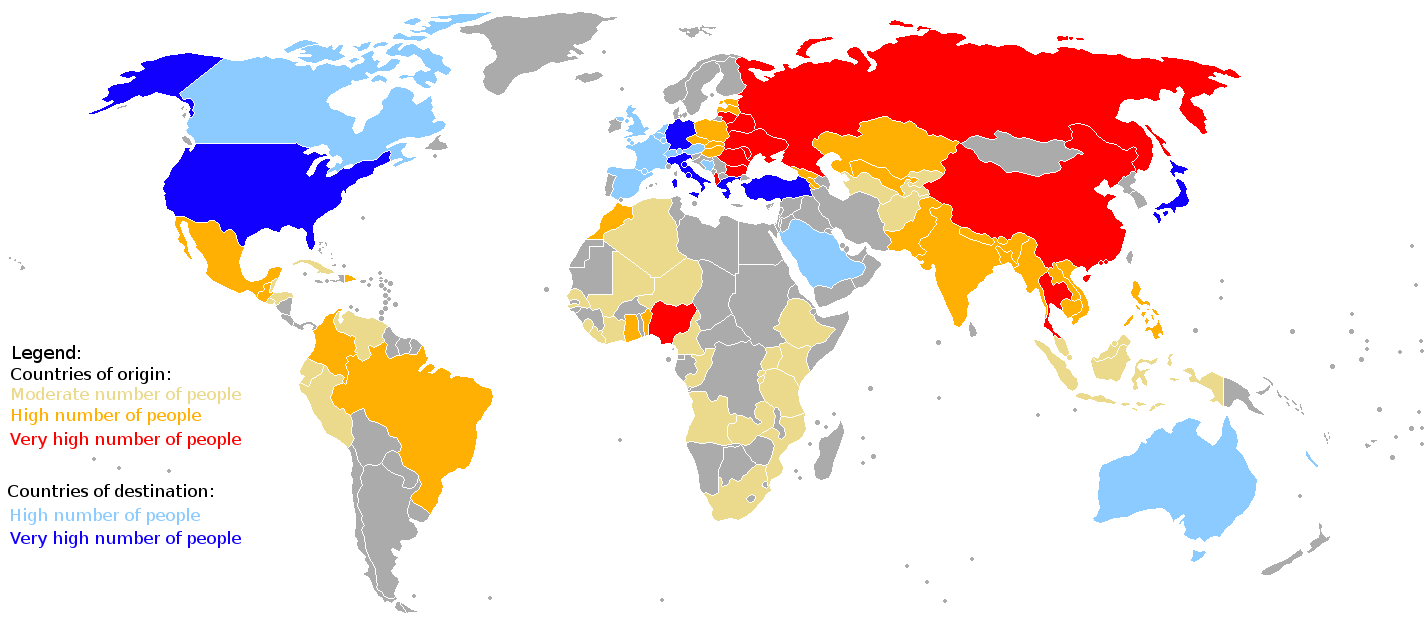
Країни-донори (червоний) і країни-реципієнти кримінальних потоків  (англ.)
Глобальна боротьба з торгівлею людьми (англ.)

## Гендерний стан
Статеве співвідношення (оцінка 2015 року):
- при народженні — 1,05 особи чоловічої статі на 1 особу жіночої;
- у віці до 14 років — 1,05 особи чоловічої статі на 1 особу жіночої;
- у віці 15—24 років — 1,04 особи чоловічої статі на 1 особу жіночої;
- у віці 25—54 років — 1,02 особи чоловічої статі на 1 особу жіночої;
- у віці 55—64 років — 0,98 особи чоловічої статі на 1 особу жіночої;
- у віці за 64 роки — 0,76 особи чоловічої статі на 1 особу жіночої;
- загалом — 0,97 особи чоловічої статі на 1 особу жіночої[1].

## Демографічні дослідження
Демографічні дослідження в країні ведуться рядом державних і наукових установ:

### Українською
- Атлас. 10-11 клас. Економічна і соціальна географія світу / упорядники :  О. Я. Скуратович, Н. І. Чанцева. — К. : ДНВП «Картографія», 2010. — ISBN 978-966-475-639-3.
- Атлас світу / голов. ред. І. С. Руденко ; зав. ред. В. В. Радченко ; відп. ред. О. В. Вакуленко. — К. : ДНВП «Картографія», 2005. — 336 с. — ISBN 9666315467.
- Безуглий В. В. Економічна і соціальна географія зарубіжних країн : Навчальний посібник. — К. : ВЦ «Академія», 2007. — 704 с. — ISBN 978-966-580-239-6.
- Безуглий В. В., Козинець С. В. Регіональна економічна і соціальна географія світу : Навчальний посібник. — видання 2-ге, доп., перероб. — К. : ВЦ «Академія», 2007. — 688 с. — ISBN 966-580-144-9.
- Гудзеляк І. І. Географія населення: Навчальний посібник / І. Гудзеляк. — Л. : Видавничий центр ЛНУ імені Івана Франка, 2008. — 232 с. — ISBN 978-966-613-599-8.
- Дахно І. І. Країни світу: Енциклопедичний довідник / І. І. Дахно, С. М. Тимофієв. — К. : Мапа, 2011. — 606 с. — (Бібліотека нового українця) — ISBN 978-966-8804-23-6.
- Дахно І. І. Економічна географія зарубіжних країн : навчальний посібник. — К. : Центр учбової літератури, 2014. — 319 с. — ISBN 978-611-01-0682-5.
- Джаман В. О. Регіональні системи розселення: демографічні аспекти. — Чернівці : Рута, 2003. — 392 с. — ISBN 9665685988.
- Дорошенко Л. С. Демографія: Навчальний посібник. — К. : МАУП, 2005. — 112 с. — ISBN 966-608-442-2.
- Дубович І. А. Країнознавчий словник-довідник. — 5-те вид., перероб. і доп. — К. : Знання, 2008. — 839 с. — ISBN 978-966-346-330-8.
- Економічна і соціальна географія країн світу. Навчальний посібник / За ред. Кузика С. П. — Л. : Світ, 2002. — 672 с. — ISBN 966-603-178-7.
- Загальна медична географія світу / В. О. Шевченко [та ін.] — К. : [б.в.], 1998. — 178 с.
- Крисаченко В. С. Динаміка населення: Популяційні, етнічні та глобальні виміри. — К. : Видавництво Національного інституту стратегічних досліджень, 2005. — 368 с. — ISBN 966-554-083-1.
- Любіцева О. О., Мезенцев К. В., Павлов С. В. Географія релігій. — К. : АртЕК, 1999. — 504 с. — ISBN 966-505-006-0.
- Масляк П. О. Країнознавство. — К. : Знання, 2007. — 292 с. — (Вища освіта XXI століття)
- Масляк П. О., Дахно І. І. Економічна і соціальна географія світу / П. О. Масляк, І. І. Дахно ; за ред. П. О. Масляка. — К. : Вежа, 2003. — 280 с. — ISBN 966-7091-53-8.

### Російською
- (рос.) Бельгия // Демографический энциклопедический словарь / главн. ред. Валентей Д. И. — М. : Советская энциклопедия, 1985. — 608 с.
- (рос.) Бельгия // Страны и народы. Зарубежная Европа. Западная Европа / Редкол. : В. П. Максаковский (отв. ред.) и др. — М. : «Мысль», 1979. — 381 с. — (Страны и народы) — 180 тис. прим.
- (рос.) Атлас народов мира / Отв. ред. С. И. Брук и В. С. Апенченко. — М. : ГУГК ГГК СССР и Институт этнографии им. Н. Н. Миклухо-Маклая АН СССР, 1964. — 185 с. — 20 тис. прим.
- (рос.) Численность и расселение народов мира. Этнографические очерки / под ред. С. И. Брука. — М. : Издательство АН СССР, 1962. — 487 с.
- (рос.) Лаппо Г. М. География городов: Учебное пособие для географических факультетов вузов. — М. : Туманит, изд. центр ВЛАДОС, 1997. — 476 с. — ISBN 5-691-00047-0.
- (рос.) Урланис Б. Ц. Рост населения в Европе (опыт исчисления). — М. : ОГИЗ-Госполитиздат, 1941. — 436 с.
- (рос.) Ягельский А. География населения. — М. : Прогресс, 1980. — 383 с.